# Rudstone Cursus Monumente
 Die Rudstone Cursus Monumente sind funktional rätselhafte, lange, zumeist geradlinige, rechteckige prähistorische Wall- und Grabenstrukturen bei Rudston in East Yorkshire in England. Cursus (plur. Cursūs), von lateinisch cursus, bedeutet Lauf- oder Marschroute. Die Pluralform Cursuses findet sich seit 1937 in der englischen Literatur.
Das Gebiet um Rudston mit dem Menhir im Zentrum muss in prähistorischer Zeit ein religiöses Zentrum gewesen sein und wird in seiner Bedeutung mit Kilmartin oder Avebury verglichen. Ein Cluster von vier, eventuell fünf Cursūs läuft in einer Biegung des Great Wold Valley zusammen. 

## Beschreibung
Cursus A, der „Beacon Cursus“, mit einem geschwungenen Knick ist einzigartig in der Form. Cursus A ist der südlichste der Gruppe. Das südliche Ende des Cursus überlebte als Erdwerk und der Rest ist auf Luftaufnahmen als paralleles Grabenwerk sichtbar. Der Cursus ist 2700 Meter lang und etwa 58 Meter breit. Er verjüngt sich auf 41 Meter am Südende. Cursus A ist der einzige der Gruppe, dessen beide Enden erhalten sind. Sie zeigen einen quadratischen Grundriss. 
Cursus B ist der „Brezze Farm Cursus“; Cursus C, der „Glebe Farm Cursus“, und Cursus D, der „Argham Cursus“, sind die längsten und überqueren (bei B ist dies wegen der Überbauung des Endes nicht sicher) in ihrem Verlauf die Gypsey Race, der über 4 km lange Cursus D sogar zweimal. Die Gypsey Race ist ein 25 km langer, intermittierender Fluss, der durch die Kreidelandschaft des Great Wold Valley fließt. Er verläuft sowohl über- als auch unterirdisch, ändert plötzlich die Richtung oder verschwindet für einige Jahre. 
Alistair J. Barclay und Alex Bayliss haben C14-Daten für die Cursuses vorgelegt und ihren Bau in die zweite Hälfte des 4. Jahrtausends v. Chr. (etwa 3100 v. Chr.) eingeordnet.